# كرابتري (كيبك)
كرابتري (بالإنجليزية: Crabtree, Quebec)‏ هي بلدية محلية في كيبيك تقع في كندا في Lanaudière.  يقدر عدد سكانها بـ 3,887 نسمة ومساحتها 26.10 كم2 .